# Grandson
Grandson ([gʀɑ̃sɔ̃], frankoprovenzalisch [grɑ̃sɔ̃]) ist eine politische Gemeinde im Distrikt Jura-Nord vaudois des Kantons Waadt in der Schweiz. Der frühere deutsche Name Gransee wird heute nicht mehr verwendet. Bis August 2006 war Grandson Hauptort des gleichnamigen Bezirks.

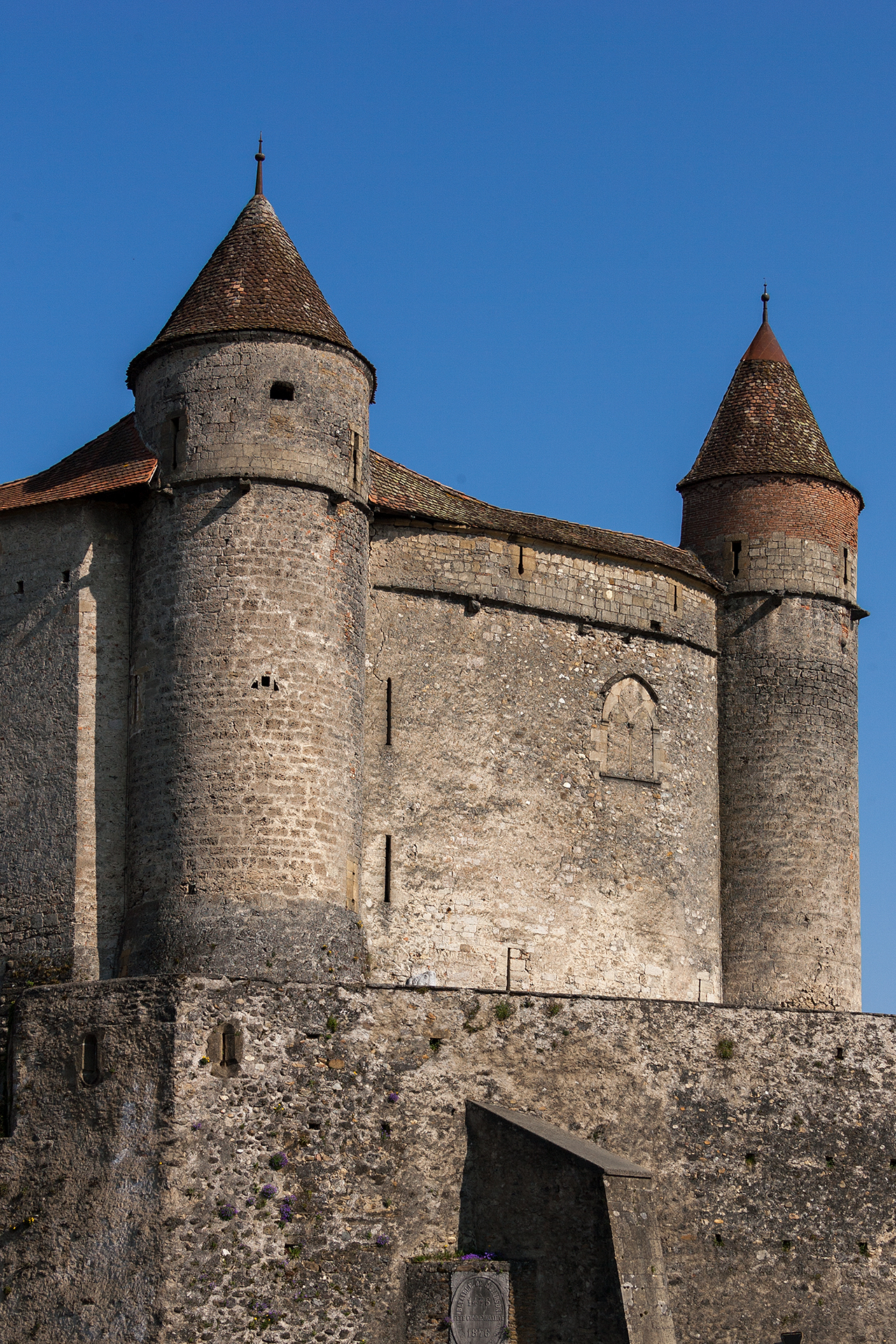
Schloss Grandson

## Geographie
Grandson liegt auf 447 m ü. M., 3 km nördlich der Bezirkshauptstadt Yverdon-les-Bains (Luftlinie). Das historische Städtchen erstreckt sich leicht erhöht an einem Moränenhügel über dem Westufer des Neuenburgersees, nahe der Mündung des Baches Grandsonnet, am Jurasüdfuss und im nördlichen Teil des Waadtländer Mittellandes.
Die Fläche des 7,9 km² grossen Gemeindegebiets umfasst einen Abschnitt am Westufer des Neuenburgersees. Bei Grandson steigt der Hang vom Seeufer relativ steil an und bildet auf einer Höhe von rund 500 m ü. M. ein Plateau, das durch das Erosionstal des Baches Grandsonnet in einen südlichen Teil (Flur Duc de Bourgogne) und einen nördlichen Teil (Flur Froideville) gegliedert ist. Im Nordwesten erstreckt sich der Gemeindeboden bis auf die Ausläufer der Höhe Le Miriau und erreicht oberhalb des Gehöfts Là Outre mit 540 m ü. M. den höchsten Punkt von Grandson.
Nördlich dieses Plateaus reicht das Gebiet in die breite Talniederung des parallel zum Jura fliessenden unteren Arnon, der zugleich die Nordgrenze bildet. Nordöstlich von Grandson beginnt ein flacher Abschnitt des Ufers des Neuenburgersees; bis zur Mündung des Arnon gibt es grössere mit Schilf bestandene Flächen. Im äussersten Südwesten des Gemeindegebietes hat Grandson einen kleinen Anteil an der Ebene bei Yverdon und reicht bis an die Mündung der Brine. Von der Gemeindefläche entfielen 1997 18 % auf Siedlungen, 11 % auf Wald und Gehölze, 69 % auf Landwirtschaft und rund 2 % war unproduktives Land.
Zu Grandson gehören das Dorf Les Tuileries-de-Grandson (436 m ü. M.) am Nordrand der Ebene von Yverdon, der Weiler Corcelettes (451 m ü. M.) auf einer Anhöhe zwischen dem Neuenburgersee und dem Arnontal sowie einige Einzelhöfe. Nachbargemeinden von Grandson sind Montagny-près-Yverdon, Valeyres-sous-Montagny, Giez, Fiez, Champagne und Bonvillars.

## Bevölkerung
Mit 3384 Einwohnern (Stand 31. Dezember 2023) gehört Grandson zu den mittelgrossen Gemeinden des Kantons Waadt. Von den Bewohnern sind 89,3 % französischsprachig, 4,0 % deutschsprachig und 1,6 % italienischsprachig (Stand 2000). Die Bevölkerungszahl von Grandson belief sich 1850 auf 1248 Einwohner, 1900 auf 1771 Einwohner. Im Verlauf des 20. Jahrhunderts nahm die Bevölkerungszahl langsam aber kontinuierlich bis 1970 (2135 Einwohner) weiter zu. Nach einem vorübergehenden Rückgang während der 1970er Jahre infolge der Wirtschaftskrise wurde seit 1980 (1938 Einwohner) eine deutliche Bevölkerungszunahme verzeichnet.

## Wirtschaft
Grandson war lange Zeit ein agrarisch geprägtes Städtchen, das insbesondere von der Fischerei, der Viehzucht an den Jurahängen und der Verarbeitung landwirtschaftlicher Erzeugnisse aus der Umgebung lebte. Auch der Weinbau an den optimal nach Süden exponierten Hängen entlang des Seeufers bei Grandson stellte eine wichtige Einkunft dar.
Im Verlauf des 19. Jahrhunderts fasste auch die Industrie Fuss im Städtchen mit der Gründung der Tabakfabrik Henri Vautier Frères et Cie. (seit 1832). Sie war bis zu ihrer Schliessung im Jahr 1972 der wichtigste Arbeitgeber von Grandson. Ferner war auch die Herstellung von Uhrengläsern (Les Mûriers SA) von Bedeutung. Les Tuileries-de-Grandson erhielt seinen Namen im 15. Jahrhundert, als dort eine Ziegelei gegründet wurde.
Heute bietet Grandson rund 1200 Arbeitsplätze an. Mit 4 % der Erwerbstätigen, die noch im primären Sektor beschäftigt sind, hat die Landwirtschaft nur noch einen geringen Stellenwert in der Erwerbsstruktur der Bevölkerung. Etwa 25 % der Erwerbstätigen sind im industriellen Sektor tätig, während der Dienstleistungssektor 71 % der Arbeitskräfte auf sich vereinigt (Stand 2001).
Die Landwirtschaft konzentriert sich dank der fruchtbaren Böden am Jurafuss vor allem auf den Ackerbau, daneben gibt es auch Viehzucht und einige kleine Weinbauflächen. Die heute bedeutenden Unternehmen sind auf die Branchen Baugewerbe (Herren Frères et Cie., Beati Frères SA), Transport- und Tiefbauwesen (Cand-Landi SA) und Baumaterialien (Les Sables et Graviers La Poissine SA) spezialisiert. Daneben gibt es zahlreiche weitere kleinere und mittlere Unternehmen. In Les Tuileries-de-Grandson haben sich die A.C.A. Atelier d’Etude de constructions automobiles niedergelassen, die PKW-Prototypen von internationalem Ruf herstellen.
Grandson verfügt im Weiteren seit 1975 über ein Berufsbildungszentrum im Quartier Le Repuis. In den letzten Jahrzehnten hat sich das Dorf dank seiner attraktiven Lage am See auch zu einer Wohngemeinde entwickelt. Zahlreiche Erwerbstätige sind deshalb Wegpendler, die hauptsächlich in der Stadt Yverdon-les-Bains, teilweise auch in Lausanne arbeiten.

### Tourismus

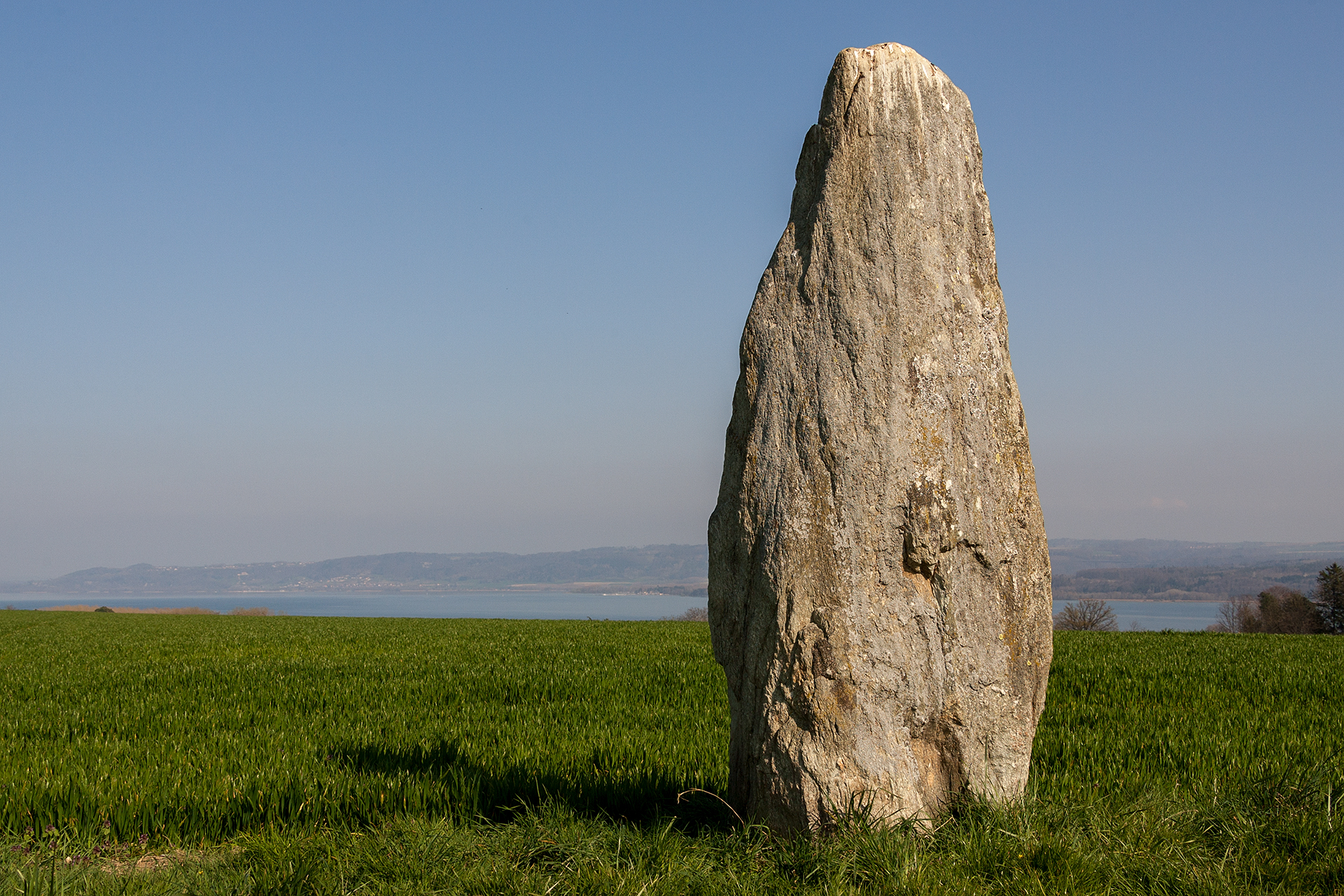
Menhir bei Grandson

Seit den 1970er Jahren unternimmt Grandson Anstrengungen, den Tourismus anzukurbeln. Attraktionen für den Tagestourismus sind das Schloss Grandson mit dem Automobilmuseum (Oldtimer) und dem Institut für alte Waffen, die historische Altstadt, der 1971 eröffnete Jachthafen, mehrere Campingplätze entlang des Seeufers sowie der im Jahr 2000 errichtete Natur- und Kulturpfad.

## Verkehr
Die Gemeinde ist verkehrsmässig sehr gut erschlossen. Sie liegt an der Hauptstrasse von Neuenburg nach Yverdon-les-Bains. Seit 1984, als der Abschnitt Yverdon-Sud – Grandson der Autobahn A5 eingeweiht wurde, ist das Städtchen vom Durchgangsverkehr entlastet. Die Fortsetzung der Autobahn nach Neuenburg wurde im Mai 2005 eröffnet.
Am 7. November 1859 wurde die Eisenbahnlinie von Yverdon nach Neuenburg mit einem Bahnhof in Grandson in Betrieb genommen. Der Bahnhof wird seit 1999 nur noch durch einzelne wenige Züge zu Spitzenzeiten bedient. Für die Feinverteilung im öffentlichen Verkehr sorgen die Buslinien von Yverdon nach Gorgier, von Yverdon nach Novalles und von Yverdon nach Mauborget, die jeweils mehrere Haltestellen in Grandson bedienen. Ferner ist Grandson durch die Personenschifffahrt auf dem Neuenburgersee mit anderen Seeanstössergemeinden verbunden.

## Geschichte

### Vorgeschichte
Grandson kann auf eine sehr lange Siedlungsgeschichte zurückblicken. Das früheste Zeugnis der Anwesenheit des Menschen auf dem Gemeindegebiet ist der Menhir, der im Neolithikum als Kultstätte benutzt und 1895 von einem Bauern bei Feldarbeiten wiederentdeckt wurde. Weit bekannter sind jedoch die Pfahlbausiedlungen entlang des Ufers des Neuenburgersees. Insgesamt wurden seit Mitte des 19. Jahrhunderts Spuren von sieben Ufersiedlungen gefunden, die jeweils auf das späte Neolithikum und auf die Bronzezeit zu datieren sind. Durch die Juragewässerkorrektionen sind die Gebiete der Pfahlbauten heute entwässert.
Die bedeutendste dieser Siedlungen befand sich am Seeufer beim Weiler Corcelettes. Sie erreichte Ausmasse von rund 300 m × 150 m und war gegen das Land durch einen dreifachen Zaun geschützt. Vermutlich war die Siedlung Corcelettes während der gesamten Bronzezeit bewohnt. Seit 1876 wurden unter der Leitung des kantonalen Archäologie- und Geschichtsmuseums Lausanne Ausgrabungen durchgeführt. Es kamen zahlreiche Fundgegenstände, beispielsweise Keramik, Bronze- und Kupfergegenstände, Schmuckwaren, organische Materialien und Überreste von Flechtwerk zum Vorschein, die hauptsächlich auf das 9. Jahrhundert vor Christus, also die späte Bronzezeit, datiert werden.
Aus den nachfolgenden Zeitepochen, der Eisenzeit und der Römerzeit wurden hingegen auf dem Gebiet von Grandson kaum Funde gemacht.

### Mittelalter

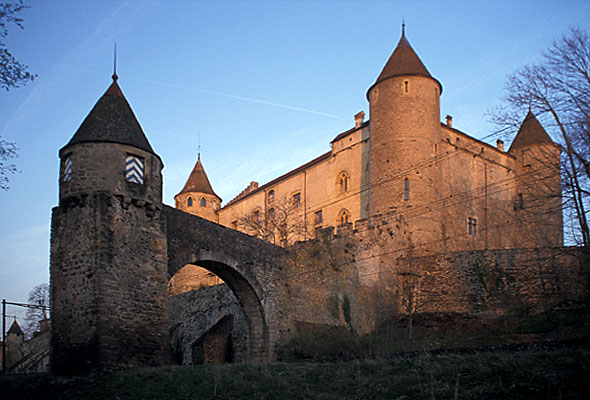
Schloss Grandson

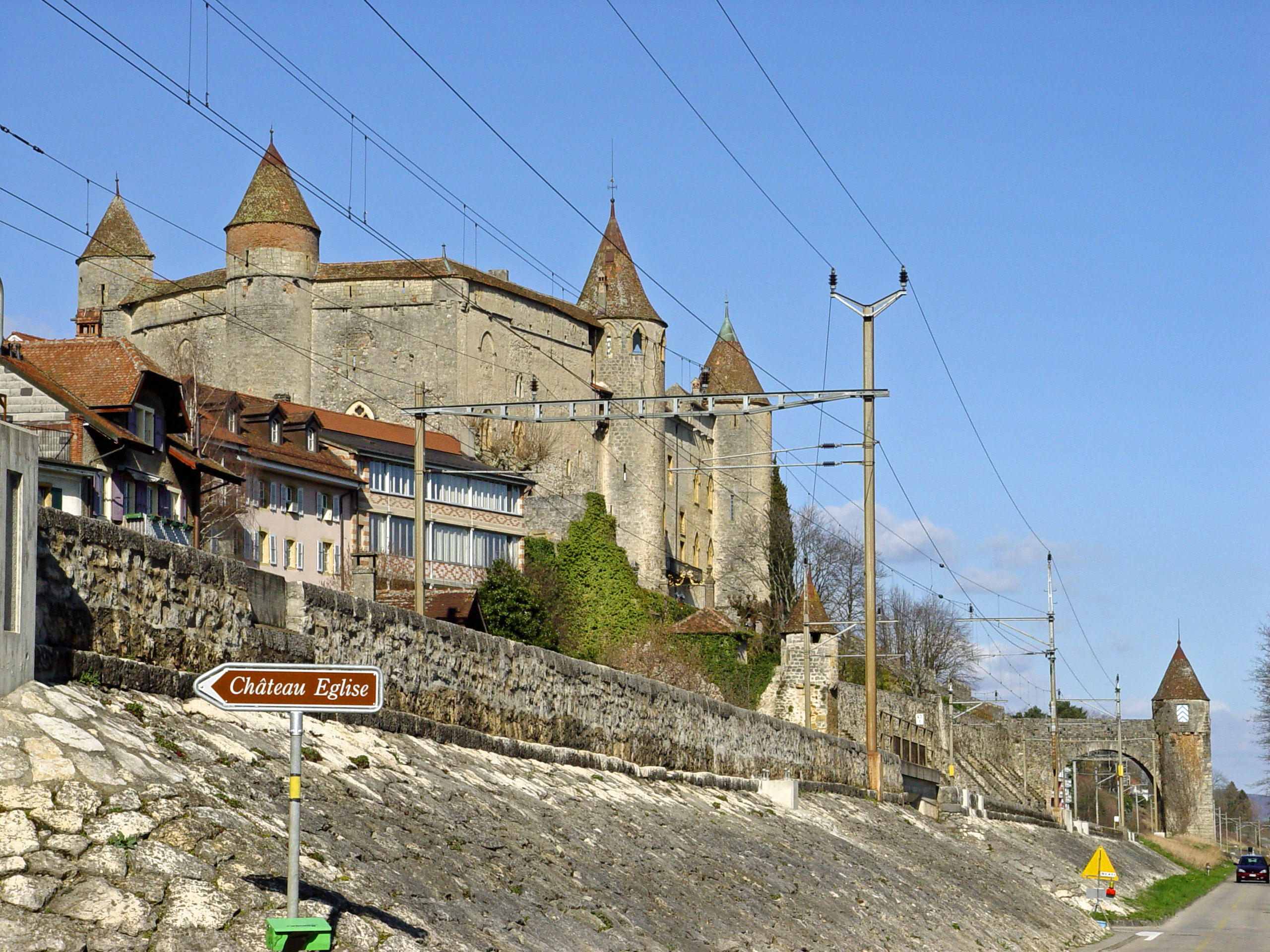
Schloss Grandson

Luftbild von Walter Mittelholzer (1919)

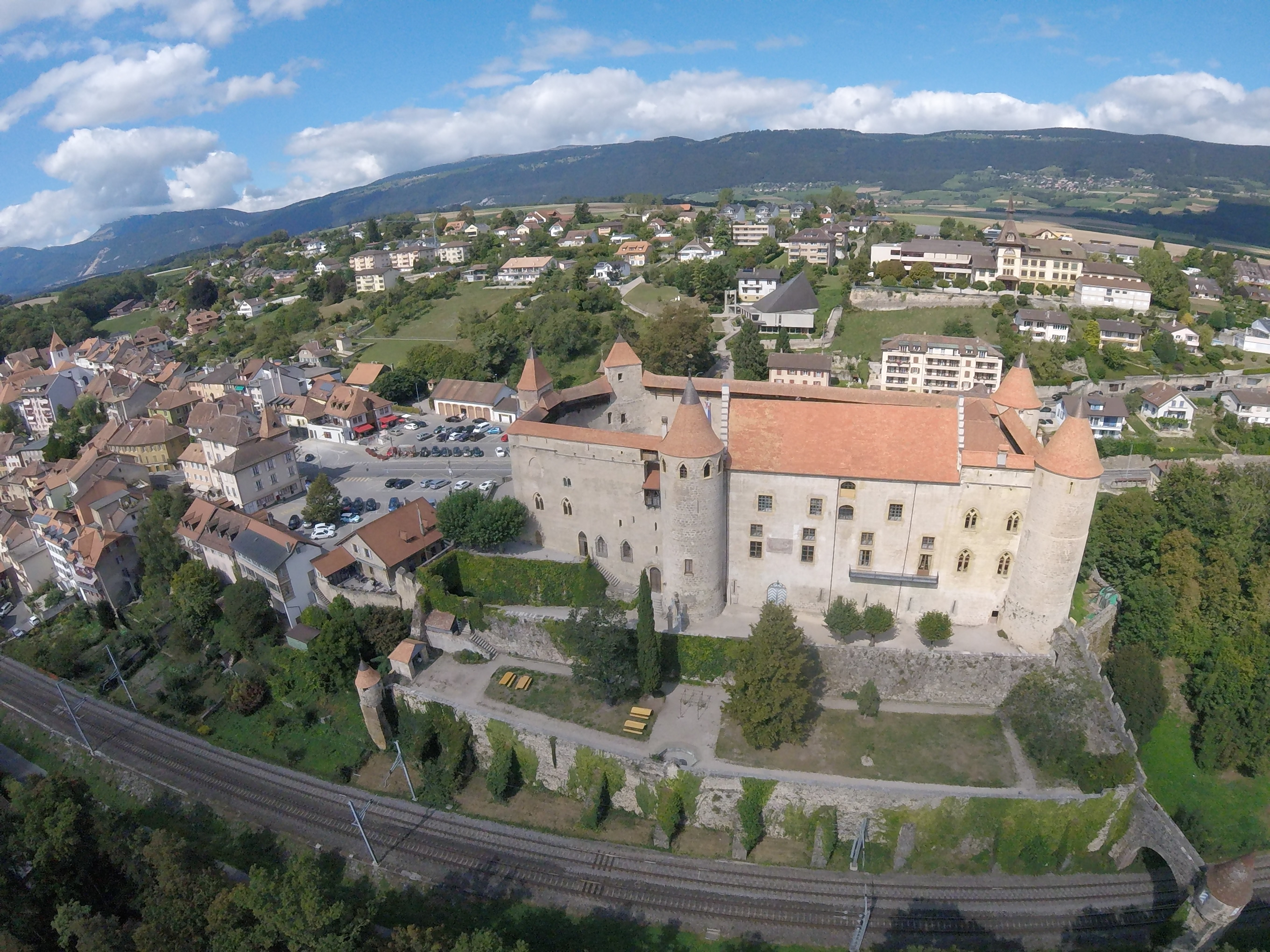
Grandson, Luftbild

Die erste urkundliche Erwähnung des Ortes erfolgte 1049 unter dem Namen Granzio. Aus späterer Zeit sind zahlreiche weitere Bezeichnungen überliefert: Grancione (um 1090), Granzon, Grantionem (1126), Grandissonum (1149), Grazon (1177), Grantsum (1191), Grancon (1216), Gransonium, Granciuno (1225) und Gracon (1228). Der Ortsname ist wahrscheinlich vom gallorömischen Geschlechtsnamen Grancius oder Granicius abgeleitet.
Vermutlich bestand an der Stelle des heutigen Grandson schon vor dem Jahr 1000 eine Siedlung. Die Geschichte der Stadt hängt eng mit derjenigen der Freiherren von Grandson zusammen. Diese festigten ihre Machtstellung Ende des 10. und im Laufe des 11. Jahrhunderts, als das Königreich Hochburgund allmählich seinem Niedergang entgegenging. Sie brachten die gesamte Region entlang des Jurafusses zwischen dem Neuenburgersee und dem Genfersee in ihren Besitz. Die Burg Grandson wurde im Jahr 1050 erstmals erwähnt. Von dieser Herrschaft wurde Montricher bereits vor 1049, Belmont im Jahr 1185 abgetrennt. Um 1235 kam es durch Erbfolge zur weiteren Aufteilung der Herrschaft Grandson in die neuen Gebiete La Sarraz, Champvent und Grandson.
Um die Burg entwickelte sich mit der Zeit der Burgflecken Grandson. Die Herren von Grandson übergaben die Dorfkirche 1146 der Benediktinerabtei La Chaise-Dieu in Frankreich, welche die Gründung des Priorats Saint-Jean veranlasste. Kirchlich unterstand Grandson jedoch bis 1438 der Nachbargemeinde Giez; erst dann wurde die Prioratskirche zur Pfarrkirche erhoben. Auf der Westseite des Dorfes liessen sich 1289 die Franziskaner nieder und errichteten ebenfalls ein Kloster.
Die Benediktiner förderten die Entwicklung des Ortes, der spätestens um 1300 auf der Landseite mit Befestigungsmauern umgeben wurde. Im Jahr 1328 erhielt der Flecken unter Otto I. von Grandson Stadtrechte. Bei einer Feuersbrunst vermutlich 1378 wurden grosse Teile des Schlosses und des Städtchens zerstört. 1397 wurde der letzte Herr von Grandson wegen Falschmünzerei erstickt, und die Burg wurde durch die Savoyer beschlagnahmt. Die savoyische Herrschaft dauerte bis 1420, danach kam Grandson an das Haus Chalon-Arlay.

### Burgunderkriege und Gemeine Herrschaft

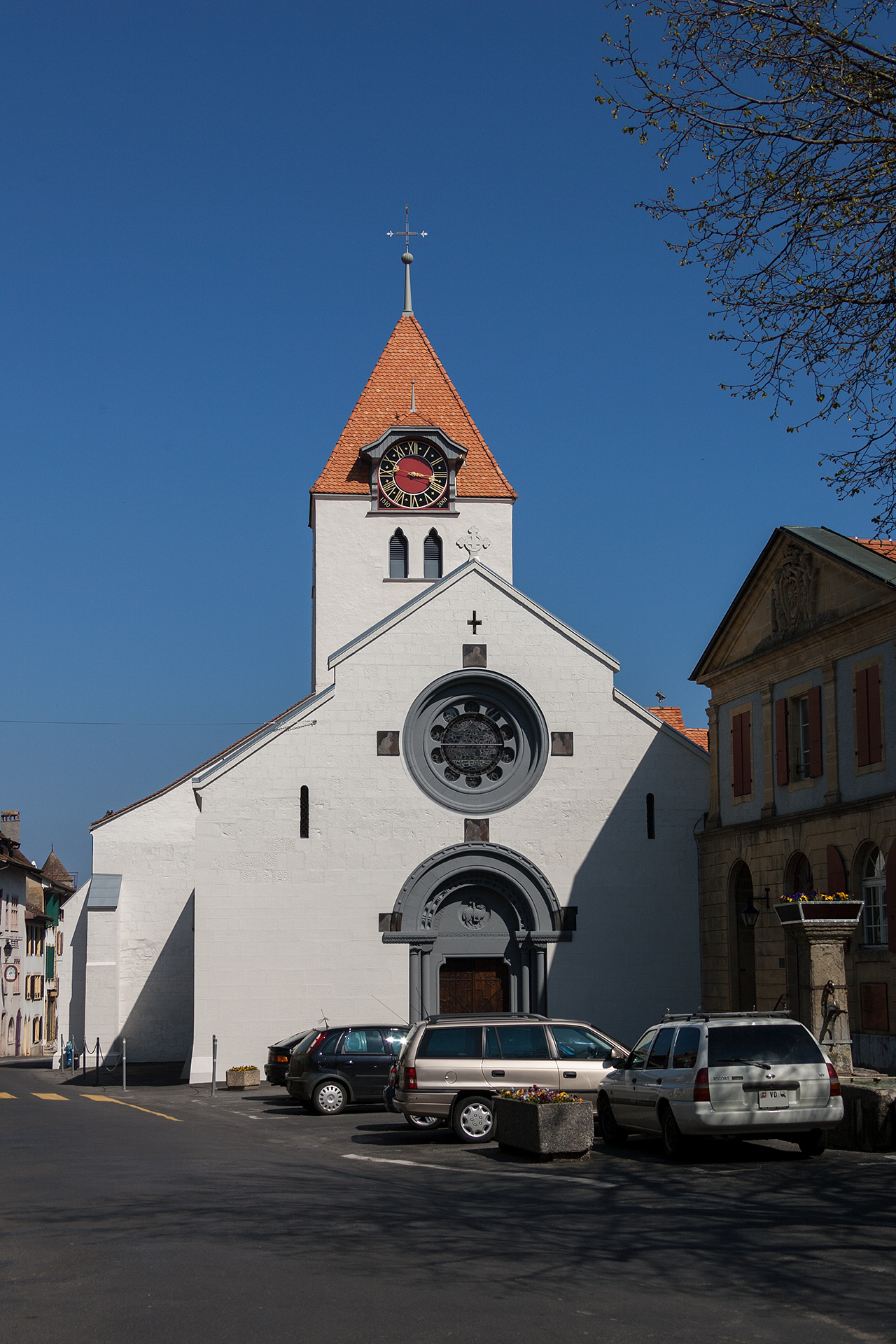
Kirche

Wappen: Vogtei Grandson, Alte Eidgenossenschaft

Am 25. Oktober 1474 erklärten die Berner Herzog Karl dem Kühnen von Burgund den Krieg. Um die Jurapässe gegen Burgund zu sichern, eroberten die Berner 1475 grosse Teile der Waadt und besetzten auch die Burg Grandson. Diese wurde aber von Karl dem Kühnen beim Einfall der burgundischen Truppen in die Waadt zurückerobert, und die Stadt diente ihm in der Folge als Rückzugsgebiet. Am 2. März 1476 kam es zur Entscheidungsschlacht, die als Schlacht bei Grandson in die Geschichtsbücher einging. Eigentlich fand die Schlacht auf einem Feld bei Concise statt. Die Eidgenossen siegten dabei über die Heerscharen Karls des Kühnen und schlugen die Burgunder in die Flucht. Die Burg Grandson ging darauf kampflos an die Eidgenossen über.
Die Herrschaft Grandson kam damit an die Eidgenossen. Das Gebiet von Montagny-le-Corbe wurde ebenfalls eingegliedert und die Vogtei Grandson errichtet. Die Vogtei umfasste das Gebiet des heutigen Bezirks Grandson mit Ausnahme der Gemeinden Sainte-Croix und Bullet, jedoch inklusive Montagny, Villars-sous-Champvent, Essert-sous-Champvent, Chamblon und der Exklave Yvonand auf der anderen Seeseite. Sie stand unter der gemeinsamen Herrschaft der beiden Stände Bern und Freiburg. Abwechslungsweise stellten Bern und Freiburg für fünf Jahre einen Vogt; die Berufungen gingen an den jeweils keinen Vogt stellenden Stand.
Als sich 1554 die Reformation endgültig durchsetzte, wurden das Priorat Saint-Jean und das Franziskanerkloster säkularisiert und weltlichen Zwecken zugeführt.

### Neuzeit
Nach dem Zusammenbruch des Ancien Régime gehörte Grandson von 1798 bis 1803 während der Helvetik zum Kanton Léman, der anschliessend mit der Inkraftsetzung der Mediationsverfassung im Kanton Waadt aufging. 1798 wurde der Bezirk Grandson geschaffen, zu dessen Hauptort Grandson bestimmt wurde. Eine Grenzänderung wurde 1834 vollzogen, als der Weiler Les Tuileries von Montagny-près-Yverdon an Grandson abgetreten wurde.
Im Verlauf des 19. Jahrhunderts erhielt die Stadt mit der Verbreiterung der Durchgangsstrasse Yverdon-Neuenburg, dem Bau der Eisenbahnlinie und der Absenkung des Seespiegels durch die Juragewässerkorrektion ein neues Gesicht. Der mittelalterliche Hafen wurde damals aufgegeben. Als sich die Schweiz im Zweiten Weltkrieg befand, wurde im kleinen und sonst unrentablen Vorkommen von Grandson rund 22'000 Tonnen Schieferkohle abgebaut.

## Sehenswürdigkeiten

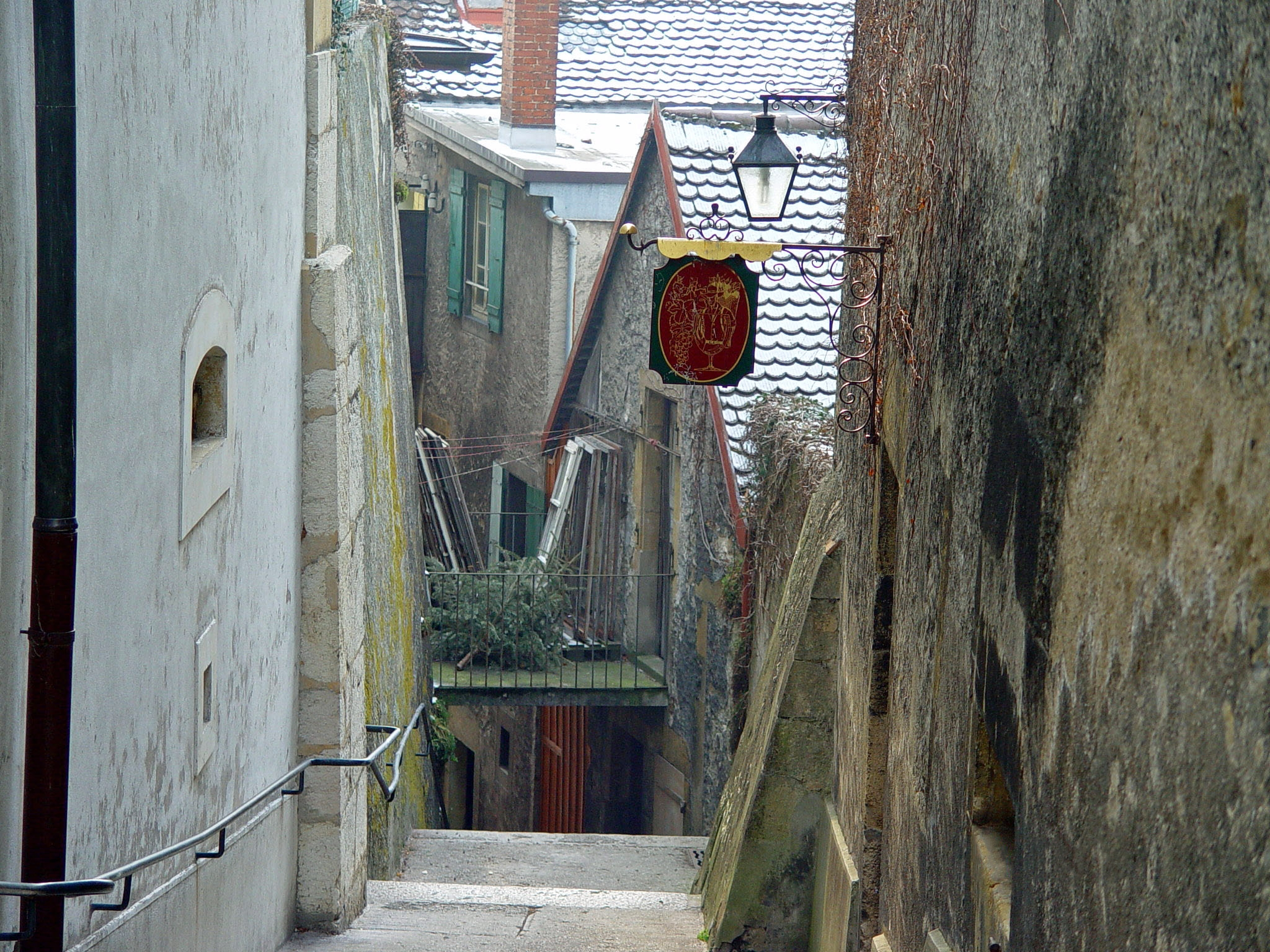
Altstadt von Grandson

Das historische Städtchen Grandson besitzt noch ein malerisches mittelalterliches Ortsbild mit verwinkelten Gässchen und Bürger- und Patrizierhäusern aus dem 17. bis 18. Jahrhundert. Der Stadtgrundriss bedeckt eine Fläche von rund 250 m × 150 m. Zwei Längsachsen durchziehen die Altstadt am Hang über dem Neuenburgersee: die Rue Basse (Durchgangsstrasse) und die Rue Haute.
Markantester Bau ist das bereits 1050 erwähnte Schloss Grandson, das auf einem kleinen Vorsprung über dem Seeufer steht. Es gehört zu den mächtigsten Festungsanlagen der Schweiz. Der heutige Bau entstand im 13. Jahrhundert durch Um- und Ausbau des Vorgängerbaus unter der Anleitung von Otto I. von Grandson. Das Schloss zeigt einen unregelmässigen viereckigen Grundriss, der an eine Abwandlung des Carré Savoyard erinnert. Es wird auf der Ostseite durch drei Rundtürme geschützt, im Westen durch zwei halbrunde Türme flankiert. Der umfassende Wehrgang wurde bei Veränderungen im 16. Jahrhundert erstellt. Im Innern besitzt das Schloss Grandson unter anderem einen prunkvollen Rittersaal mit Chorgestühl von 1620, einen Waffensaal und in der Kapelle Gemälde von Jan Metsys aus dem 16. Jahrhundert. Heute beherbergt das Schloss ein Heimatmuseum, eine Waffensammlung und ein Automobilmuseum (Georges Filipinetti).
Im westlichen Teil der Altstadt steht die reformierte Pfarrkirche Saint-Jean-Baptiste. Sie war früher die Prioratskirche und wurde 1178 an der Stelle eines kleineren Vorgängerbaus errichtet. Die Kirche mit kreuzförmigem Grundriss ist im romanischen Stil der Auvergne, der Herkunft der Benediktinermönche, gehalten. Von besonderer Bedeutung sind die reich skulptierten romanischen Kapitelle, die römischen Säulenschäfte stammen wahrscheinlich aus den Ruinen von Aventicum. Im 14. Jahrhundert wurden der Chor und der Kirchturm gotisch umgestaltet; die Hauptfassade wurde 1896 erneuert. Die Kirche besitzt im Querschiff einen reich geschnitzten Priorsthron von 1480 im spätgotischen Stil sowie bedeutende Wandmalereien aus dem 15. Jahrhundert.

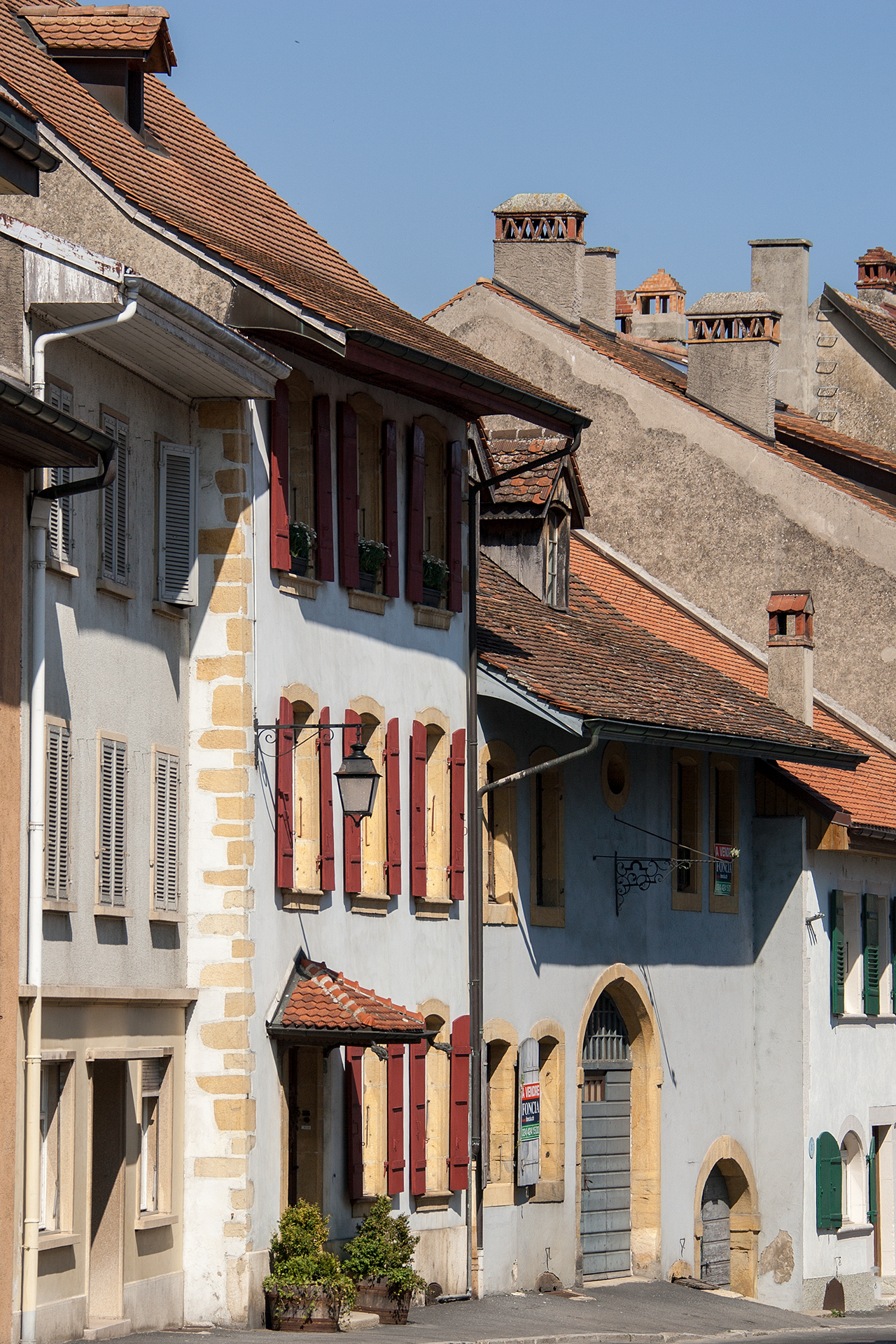
Rue des Remparts in der Altstadt

Nahe der Kirche steht das ehemalige Hôtel de Ville (Rathaus), das 1765–69 durch Umgestaltung eines Teils der Gebäude des Priorats Saint-Jean erbaut wurde; die restlichen Konventsgebäude existieren nicht mehr. Das neue Rathaus wurde 1891 in der Unterstadt erbaut, wobei der noch erhaltene Kirchturm des ehemaligen Franziskanerklosters mit einbezogen wurde. Die Maison du Bailli ist ein Wohnhaus aus dem 18. Jahrhundert mit Freitreppe und schmiedeeisernem Balkon. Die Strassen und Plätze von Grandson werden durch mehrere bedeutenden Brunnen geziert, darunter derjenige hinter der Kirche von 1637.
An der Strasse von Grandson nach Fiez steht ein 3,5 m hoher Menhir mit einem Gewicht von rund 3 Tonnen. Der Menhir wurde 1895 entdeckt und wieder aufgerichtet.

## Söhne des Ortes
- Jean le Comte de la Croix, Reformator, 1500–1572, Priester in Grandson[8]
- Albrecht von Graffenried (1629–1702), Politiker
- Georges-Adolphe Flaction (1819–1869), Politiker
- Damiano Ciaccio (* 1989), Eishockeyspieler